# Championnat de Singapour de football 1992
Navigation
Saison 1989 Saison 1994
La saison 1992 du Championnat de Singapour de football est la soixantième édition de la première division à Singapour. Le championnat est organisé sous forme d'une poule unique où toutes les équipes se rencontrent deux fois au cours de la saison. Le système de promotion–relégation est inconnu.
C'est le club de Geylang International, quadruple tenant du titre, qui remporte à nouveau le championnat cette saison, après avoir terminé en tête du classement final, avec un seul point d'avance sur Tiong Bahru CSC et quatre sur Balestier United RC. C'est le huitième titre de champion de Singapour de l'histoire du club.

## Les clubs participants
- Police SA
- Tiong Bahru CSC
- Singapore Armed Forces FC
- Tyrwhitt Soccerites
- Geylang International
- Balestier United RC
- Gibraltar Crescent
- Redhill SC

## Compétition
Le barème de points servant à établir le classement se décompose ainsi :
- Victoire : 2 points ;
- Match nul : 1 point ;
- Défaite : 0 point.

### Classement
| Rang | Équipe                    | Pts | J  | G  | N | P  | Bp | Bc | Diff |
| ---- | ------------------------- | --- | -- | -- | - | -- | -- | -- | ---- |
| 1    | Geylang InternationalT    | 24  | 14 | 11 | 2 | 1  | 45 | 11 | +34  |
| 2    | Tiong Bahru CSC           | 23  | 14 | 10 | 3 | 1  | 42 | 9  | +33  |
| 3    | Balestier United RCC      | 20  | 14 | 9  | 2 | 3  | 39 | 20 | +19  |
| 4    | Gibraltar Crescent        | 12  | 14 | 5  | 2 | 7  | 21 | 45 | -24  |
| 5    | Police SA                 | 9   | 14 | 4  | 1 | 9  | 21 | 45 | -24  |
| 6    | Tyrwhitt Soccerites       | 9   | 14 | 4  | 1 | 9  | 15 | 33 | -18  |
| 7    | Redhill SC                | 8   | 14 | 3  | 2 | 9  | 15 | 33 | -18  |
| 8    | Singapore Armed Forces FC | 7   | 14 | 3  | 1 | 10 | 15 | 27 | -12  |

|  | Qualification pour la Coupe d'Asie des clubs champions 1992-1993                             |
|  | Qualification pour la Coupe des Coupes 1992-1993                                             |
|  | T : Tenant du titre C : Vainqueur de la Coupe de Singapour P : Club promu de Second Division |

## Bilan de la saison
| Championnat de Singapour de football 1992  |                                  |
| Champion                                   | Geylang International (8e titre) |
| Coupes et trophées                         |                                  |
| Vainqueur de la Coupe de Singapour 1992    | Balestier United RC              |
| Qualifications continentales               |                                  |
| Coupe d'Asie des clubs champions 1992-1993 | Geylang International            |
| Coupe des Coupes 1992-1993                 | Balestier United RC              |
| Promotions et relégations                  |                                  |
| Promus en National Football League         | Inconnus                         |
| Relégués en Second Division                | Inconnus                         |